# Торпедо (Дрогобич)
«Торпедо» — українська радянська футбольна команда з міста Дрогобича. 

## Історія створення
Виникла команда у 1971 р. внаслідок рішення Федерації футболу СРСР про реорганізацію чемпіонату країни та відповідних рішень на республіканському, обласному й міському рівнях щодо проведення першостей УРСР і Львівської області. При заводі автомобільних кранів створили команду «Авангард», котра рішенням міського комітету з фізкультури і спорту та Федерації футболу Дрогобича мала представляти Дрогобич в обласному турнірі, переможці якого отримували можливість змагатися за титул чемпіона УРСР серед аматорів. 
У 1972 р. «Авангард» перейменували на «Торпедо». Упродовж 1971-1976 рр. брали участь у чемпіонатах УРСР серед КФК і Львівської області, Кубку обласної ради ДСТ «Авангард». Найімовірніше в 1977 р. команда призупинила існування, бо на початку 1978 р. за ініціативи інструктора міського комітету КПУ І. Гірняка та ветерана дрогобицького «Нафтовика» й тренера Є. Міраї було відновлено функціонування «Торпедо». Але вже навесні 1979 р. команда остаточно була розформована. Її гравців об'єднали з футболістами «Хіміка» (Стебник).

## Досягнення
Учасник першості УРСР у сезонах 1973 р. та 1976 р.

## Першість УРСР серед КФК 1973 року
2-а зона
| №  | Команда               | І  | В | Н | П | М     | О  |
| 1. | «Авангард» Стрий      | 14 | 9 | 4 | 1 | 22:8  | 22 |
| 2. | «Случ» Красилів       | 14 | 6 | 7 | 1 | 17:11 | 19 |
| 3. | «Цементник» Миколаїв  | 14 | 7 | 3 | 4 | 9:10  | 17 |
| 4. | «Локомотив» Коростень | 14 | 5 | 3 | 6 | 11:16 | 13 |
| 5. | «Харчовик» Вінниця    | 14 | 5 | 1 | 8 | 16:14 | 11 |
| 6. | «Латориця» Мукачево   | 14 | 3 | 5 | 6 | 11:11 | 11 |
| 7. | «Торпедо» Рівне       | 14 | 3 | 5 | 6 | 10:17 | 11 |
| 8. | «Торпедо» Дрогобич    | 14 | 2 | 4 | 8 | 10:19 | 8  |

## Першість УРСР серед КФК 1976 року
2-а зона
| №   | Команда                            | І  | В  | Н | П  | М     | О  |
| 1.  | «Електрон» Івано-Франківськ        | 20 | 13 | 4 | 3  | 34:11 | 30 |
| 2.  | СКА Львів                          | 20 | 13 | 4 | 3  | 35:14 | 30 |
| 3.  | «Електровимірювач» Житомир         | 20 | 9  | 4 | 7  | 34:28 | 22 |
| 4.  | «Буревісник» Кам'янець Подільський | 20 | 8  | 5 | 7  | 28:22 | 21 |
| 5.  | «Арсенал» Київ                     | 20 | 9  | 3 | 8  | 22:21 | 21 |
| 6.  | «Торпедо» Рівне                    | 20 | 5  | 9 | 6  | 19:19 | 19 |
| 7.  | «Сільмаш» Ковель                   | 20 | 8  | 3 | 9  | 30:32 | 19 |
| 8.  | «Прилад» Мукачево                  | 20 | 6  | 6 | 8  | 24:28 | 18 |
| 9.  | «Торпедо» Дрогобич                 | 20 | 5  | 6 | 9  | 20:27 | 18 |
| 10. | «Колос» Заліщики                   | 20 | 4  | 5 | 11 | 37:45 | 13 |
| 11. | «Авангард» Вінниця                 | 20 | 2  | 7 | 11 | 19:35 | 11 |

## Першість Львівської області 1978 року
У 1978 р. «Торпедо», яке складалося здебільшого з молодих вихованців місцевого футболу, зуміло вибороти 2-е місце у першості області на попередньому етапі. Дрогобицька команда під керівництвом тренера Є. Міраї значну частину змагань очолювала турнірну таблицю й лише на фініші поступилася одним пунктом чинному чемпіону Львівщини «Шахтарю» (Червоноград), який розіграв перше місце з кращою командою Львова «Соколом». Поєдинки за третє місце між «Торпедо» та другою за силою командою Львова не відбулися. Провідними виконавцями «автокрановиків» у сезоні були С. Данилюк, Б. Риб'як, К. Антоненко, І. Ряшко, який став кращим бомбардиром команди з 15 голами.
| М  | Команда                   | І  | В  | Н | П  | М     | О  |
| 1  | «Шахтар» (Червоноград)    | 30 | 19 | 8 | 3  | 70:21 | 46 |
| 2  | «Торпедо» (Дрогобич)      | 30 | 21 | 3 | 6  | 74:25 | 45 |
| 3  | «Хімік» (Новий Розділ)    | 30 | 20 | 4 | 6  | 68:19 | 44 |
| 4  | «Електрон» (Стрий)        | 30 | 19 | 6 | 5  | 45:14 | 43 |
| 5  | «Цукровик» (Ходорів)      | 30 | 15 | 6 | 9  | 61:40 | 35 |
| 6  | «Хімік» (Стебник)         | 30 | 13 | 8 | 9  | 42:39 | 33 |
| 7  | «Хімік» (Яворів)          | 30 | 13 | 5 | 12 | 56:49 | 31 |
| 8  | «Колос» (Городок)         | 30 | 12 | 7 | 11 | 53:42 | 29 |
| 9  | «Авангард» (Жидачів)      | 30 | 11 | 6 | 13 | 50:47 | 28 |
| 10 | «Хімік» (Сокаль)          | 30 | 11 | 8 | 11 | 35:48 | 27 |
| 11 | «Дністер» (Старий Самбір) | 30 | 9  | 7 | 14 | 32:53 | 25 |
| 12 | «Авангард» (Добромиль)    | 30 | 9  | 6 | 15 | 37:68 | 24 |
| 13 | «Спартак» (Самбір)        | 30 | 9  | 7 | 14 | 35:53 | 22 |
| 14 | «Газовик» (Комарно)       | 30 | 7  | 5 | 18 | 30:78 | 19 |
| 15 | «Цементник» (Миколаїв)    | 30 | 3  | 7 | 20 | 19:61 | 12 |
| 16 | «Сокіл» (Золочів)         | 30 | 2  | 2 | 26 | 15:65 | 2  |

## Кубок Львівської області 1978 року
У фіналі змагань «Торпедо» зустрілося з львівським «Соколом». Основний і додатковий час закінчилися 0:0, у серії пенальті влучнішими були львів'яни 8:7.

## Кубок обласної ради ДСТ «Авангард»
Переможці турніру 1975 р.

## Тренер
- А. Козаченко
- Єна Міраї

## Найвідоміші гравці
- Костянтин Антоненко
- Мар'ян Болонний
- Ярослав Гіщак

- Карл-Степан Данилюк
- Олексій Кучинський
- Юрій Міраї
- Богдан Риб'як
- Іван Ряшко
- Володимир Спориняк